# Olympische Sommerspiele 1964/Teilnehmer (Republik China)
| Gelbes Symbol für Goldmedaillen mit stilisierten Olympischen Ringen | Graues Symbol für Silbermedaillen mit stilisierten Olympischen Ringen | Braundes Symbol für Bronzemedaillen mit stilisierten Olympischen Ringen |
| ------------------------------------------------------------------- | --------------------------------------------------------------------- | ----------------------------------------------------------------------- |
| —                                                                   | —                                                                     | —                                                                       |

Taiwan nahm an den Olympischen Sommerspielen 1964 in Tokio mit einer Delegation von 40 Athleten (37 Männer und 3 Frauen) an 46 Wettkämpfen in sieben Sportarten teil. Ein Medaillengewinn gelang keinem der Athleten.

## Teilnehmer nach Sportarten

### Boxen
- Wang Chee-yen
Fliegengewicht: in der 1. Runde ausgeschieden

- Lee Chen-chu
Bantamgewicht: in der 1. Runde ausgeschieden

- Hsu Hung-cheng
Federgewicht: im Achtelfinale ausgeschieden

- Wang Chee-chu
Leichtgewicht: in der 1. Runde ausgeschieden

- Chang Pin-cheng
Halbweltergewicht: in der 1. Runde ausgeschieden

- Hong Tshun-fu
Weltergewicht: in der 1. Runde ausgeschieden

- Chen Bai-sun
Halbmittelgewicht: im Achtelfinale ausgeschieden

### Gewichtheben
- Chung Nan-fei
Bantamgewicht: Wettkampf nicht beendet

- Chang Ming-chung
Federgewicht: 16. Platz

- Yeh Juei-feng
Leichtgewicht: Wettkampf nicht beendet

- Chao Cheng-hsueng
Mittelgewicht: 12. Platz

- Cheng Cheng-chung
Halbschwergewicht: 21. Platz

- Cheng Sheng-teh
Mittelschwergewicht: 12. Platz

- Oun Yao-ling
Schwergewicht: 14. Platz

### Judo
- Chang Won-ku
Leichtgewicht: im Viertelfinale ausgeschieden

- Huang Chin-chun
Mittelgewicht: im Achtelfinale ausgeschieden

- Chang Chung-huei
Schwergewicht: 6. Platz

- Huang Yong-chun
Schwergewicht: 11. Platz

### Leichtathletik
Männer
- Lee Ar-tu
100 m: im Vorlauf ausgeschieden
200 m: im Vorlauf ausgeschieden

- Yang Chuan-Kwang
Stabhochsprung: 10. Platz
Zehnkampf: 5. Platz

- Wu Ah-min
Zehnkampf: Wettkampf nicht beendet

Frauen
- Chi Cheng
80 m Hürden: im Vorlauf ausgeschieden
Weitsprung: 24. Platz
Fünfkampf: 17. Platz

- Yeh Chu-mei
200 m: im Vorlauf ausgeschieden
80 m Hürden: im Vorlauf ausgeschieden

### Radsport
- Her Jong-chau
Straßenrennen: 86. Platz
Mannschaftszeitfahren: 25. Platz

- Shue Ming-shu
Straßenrennen: 87. Platz
Mannschaftszeitfahren: 25. Platz
Bahn 1000 m Zeitfahren: Rennen nicht beendet

- Deng Chueng-hwai
Straßenrennen: Rennen nicht beendet
Mannschaftszeitfahren: 25. Platz

- Yang Rong-hwa
Mannschaftszeitfahren: 25. Platz

### Schießen
- Ma Chen-shan
Schnellfeuerpistole 25 m: 53. Platz

- Wu Tao-yan
Freies Gewehr Dreistellungskampf 300 m: 23. Platz
Kleinkalibergewehr Dreistellungskampf 50 m: 33. Platz

- Pan Kou-ang
Kleinkalibergewehr liegend 50 m: 33. Platz

- Tai Chao-chih
Kleinkalibergewehr liegend 50 m: 54. Platz

- Lin Ho-ming
Trap: 41. Platz

- Lin Wen-chu
Trap: 48. Platz

### Turnen
Männer
- Yan Tai-san
Einzelmehrkampf: 103. Platz
Boden: 94. Platz
Pferdsprung: 109. Platz
Barren: 104. Platz
Reck: 91. Platz
Ringe: 103. Platz
Seitpferd: 108. Platz
Mannschaftsmehrkampf: 17. Platz

- Lai Chu-long
Einzelmehrkampf: 116. Platz
Boden: 119. Platz
Pferdsprung: 112. Platz
Barren: 108. Platz
Reck: 91. Platz
Ringe: 120. Platz
Seitpferd: 116. Platz
Mannschaftsmehrkampf: 17. Platz

- Lee Bu-ti
Einzelmehrkampf: 117. Platz
Boden: 118. Platz
Pferdsprung: 123. Platz
Barren: 118. Platz
Reck: 110. Platz
Ringe: 101. Platz
Seitpferd: 119. Platz
Mannschaftsmehrkampf: 17. Platz

- Wang Shian-ming
Einzelmehrkampf: 119. Platz
Boden: 110. Platz
Pferdsprung: 114. Platz
Barren: 119. Platz
Reck: 102. Platz
Ringe: 111. Platz
Seitpferd: 124. Platz
Mannschaftsmehrkampf: 17. Platz

- Ui Yah-tor
Einzelmehrkampf: 120. Platz
Boden: 113. Platz
Pferdsprung: 122. Platz
Barren: 97. Platz
Reck: 120. Platz
Ringe: 94. Platz
Seitpferd: 125. Platz
Mannschaftsmehrkampf: 17. Platz

- Liu Reng-sun
Einzelmehrkampf: 121. Platz
Boden: 94. Platz
Pferdsprung: 121. Platz
Barren: 95. Platz
Reck: 86. Platz
Ringe: 118. Platz
Seitpferd: 128. Platz
Mannschaftsmehrkampf: 17. Platz

Frauen
- Hong Tai-kwai
Einzelmehrkampf: 81. Platz
Boden: 79. Platz
Pferdsprung: 80. Platz
Stufenbarren: 81. Platz
Schwebebalken: 77. Platz